# 4015 Wilson-Harrington
4015 Wilson-Harrington eller Wilson-Harringtons komet är en asteroid och komet. Den upptäcktes första gången 1949 av astronomerna Albert George Wilson och Robert G. Harrington vid Palomar-observatoriet men det togs bara tre bilder, varför ingen omloppsbana kunde beräknas.
19 november 1979 upptäckte astronomen E. F. Helin vad som verkade vara en asteroid som korsar Mars bana, även detta vid Palomarobservatoriet. Den fick då den tillfälliga beteckningen 1979 VA. När nya observationer gjordes 1988 fick asteroiden ett nummer (4015). 1992 hade man samlat in tillräckligt med data för att beräkna en mer exakt omloppsbana, varvid man kunde konstatera att kometen från 1949 var samma objekt. 
Likt kometer fick objektet namn efter sina upptäckare. Namn med fler än 16 tecken är normalt inte tillåtet för asteroider, men ett undantag gjordes i detta fall.
Bilderna som togs 1949 visar att objektet har en svag svans, men ingen koma, men alla bilder tagna senare saknar helt kometlik aktivitet.
Objektet har sin omloppsbana så nära som 7 miljoner kilometer bort. Så nära kommer den dock inte särskilt ofta. 2039 och 2082 kommer objektet att komma så nära som 16 miljoner kilometer bort.
Det finns ytterligare fyra objekt som samtidigt är klassificerade som asteroider och kometer: 2060 Chiron (95P/Chiron), 7968 Elst-Pizarro (133P/Elst-Pizarro), 60558 Echeclus (174P/Echeclus) och 118401 LINEAR (176/LINEAR, LINEAR 52).